# ایلغازی
نجم‌الدینْ ایلغازی ابن اَرتُق (انگلیسی: Ilghazi;۸ نوامبر ۱۱۲۲)، ترکمان و حاکم ارتقی ماردین از سال ۱۱۰۷ تا زمان مرگش در نوامبر ‍۱۱۲۲ میلادی بود. او پسر ارتق بیگ موسس خاندان ارتقیان بود که  توسط تُتُش به عنوان حاکم اورشلیم گمارده شد. زمانی که ارتق درگذشت، ایلغازی و بردارش سُکمان وارث حکومت وی در اورشلیم شدند. با این شهر تا سال ۱۰۹۸ در دست آنها بود تا آن که توسط افضل شاهنشاه تصرف گردید. پس از آن او به خدمت محمود اول سلجوقی درآمد و حُلوان را از او دریافت کرد و به عنوان شِحنهٔ بغداد نیز انتخاب شد. اما در سال ۱۱۰۴ از شحنگی بغداد مرخص گردید و پس از مرگ برادرش مبدل به رهبر خاندان ارتقی شد. 